# Akemenidernas erövring av Indusdalen
Akemenidernas erövring av Indusdalen syftar på en rad militär kampanjer som företogs av Akemeniderriket mot nordvästra Indien mellan 535 f.Kr. och 323 f.Kr. Kampanjerna resulterade i att Indusdalen i nordvästra Indien (nuvarande Pakistan) under långa perioder var en del av Persien. 